# Уайлд, Фрэнк
Джон Ро́берт Фрэ́нсис (Фрэнк) Уа́йлд (англ. John Robert Francis Wild; 1873—1939) — британский полярный исследователь, участник четырёх экспедиций в Антарктиду под руководством Роберта Скотта, Дугласа Моусона и Эрнеста Шеклтона, участник, а затем руководитель экспедиции Шеклтона на «Квесте». Один из двух 4-кратных кавалеров Полярной медали (второй — Эрнест Джойс). Выдающаяся личность героического века антарктических исследований.

## Ранние годы жизни
Фрэнк Уайлд родился 10 апреля 1873 года в городе Скелтон-ин-Кливленде, Северный Йоркшир, в семье школьного учителя Бенджамина Уайлда и его жены Мэри (урождённой Кук). По матери был дальним потомком знаменитого мореплавателя Джеймса Кука — дед Фрэнка Роберт Кук утверждал, что является внуком великого капитана. Старший из восьмерых сыновей в семье (ещё были три дочери). Начальное образование Фрэнк Уайлд получил в Бедфорде. В 1889 году в возрасте 16 лет начал работать в торговом флоте Англии, где дослужился до второго помощника капитана. В 1900 году Уайлд был призван на службу в Королевский военно-морской флот. В 1901 году проходил службу на HMS «Эдинбург» в должности матроса.

## Антарктические экспедиции

### 1901—1904

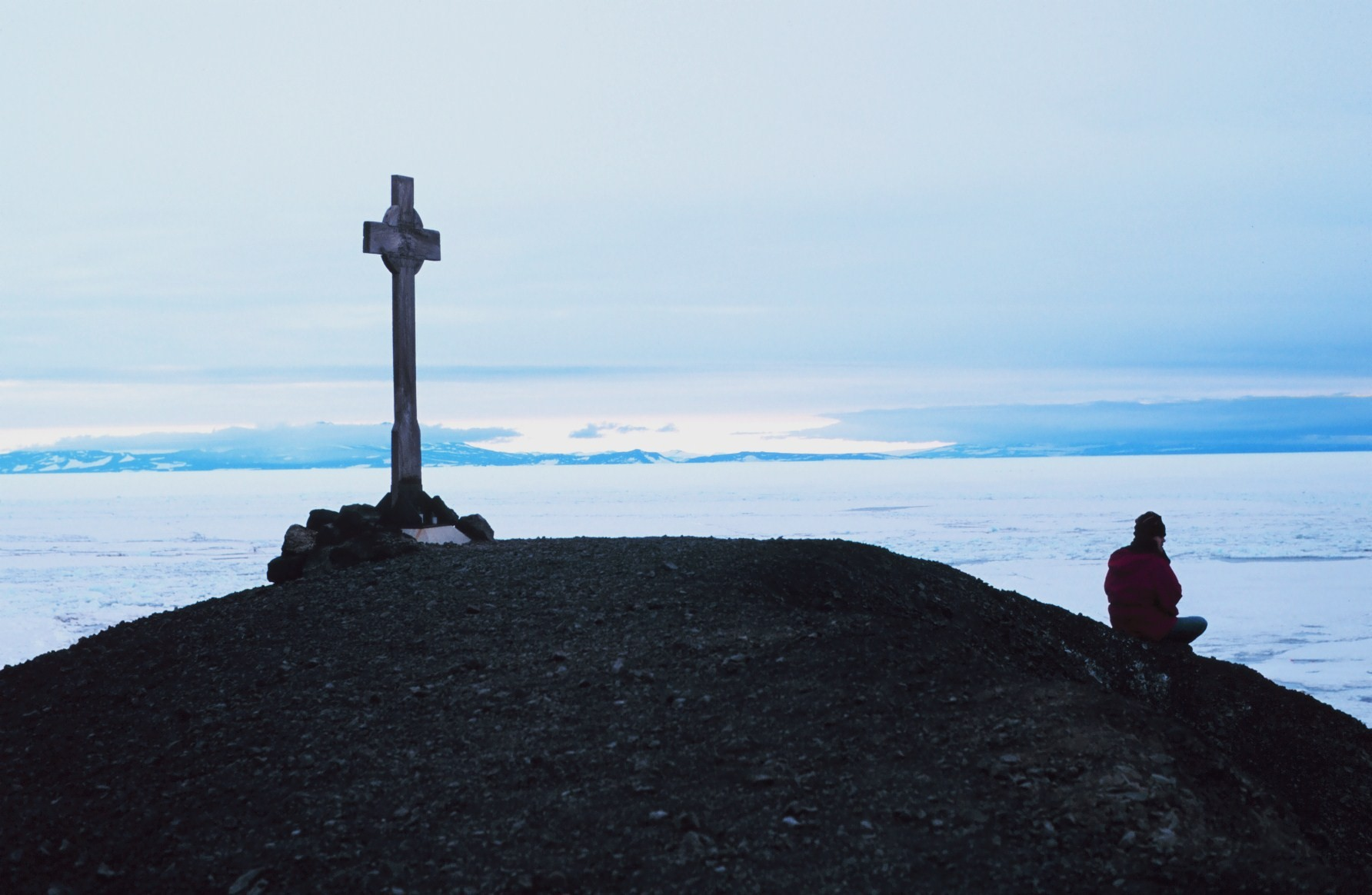
Крест в память погибшего матроса Винса

В том же году Фрэнк Уайлд добровольцем вызвался принять участие в первой британской экспедиции XX века в Антарктиду под руководством Роберта Скотта. Он был зачислен матросом на экспедиционное судно «Дискавери». Во время экспедиции Уайлд приобрел свой первый бесценный полярный опыт в организации санных походов, обращении с собачьими упряжками, организацией быта экспедиции во время долгой полярной ночи. Из наиболее заметных событий первой экспедиции Скотта, связанных с именем Уайлда, стал непродолжительный санный поход, совершённый в марте 1902 года для исследования восточных границ острова Росса. На обратном пути партию, не обладавшую к тому времени достаточным полярным опытом, застал сильный буран. Неопытные путешественники вместо того, чтобы переждать бурю, решили бросить палатку и идти к кораблю. 

Пробираясь ощупью сквозь завывающую метель, многие из них спотыкались и падали на крутом скользком склоне высотой в несколько тысяч футов, заканчивающемся ледяным обрывом, нависшим над морем…И все же только один человек, Винс, сорвался со склона и улетел в пропасть, а оттуда в море… Среди участников партии был простой матрос по фамилии Уайлд. После гибели Винса он повел пятерых оставшихся в живых… немного, наверное, найдется на земле таких, как он, врожденных полярных путешественников.— Эпсли Черри-Гаррард
Усилиями Уайлда все остальные были спасены.
В конце весны 1902 года Фрэнк Уайлд принял участие в походе под руководством Альберта Армитеджа, возглавлявшем «западную партию», задачей которой было найти путь к южному магнитному полюсу Земли, для чего требовалось пересечь неизведанные области Земли Виктории. 3 января 1903 года этой партии удалось подняться до истока ледника (названного позже в честь геолога экспедиции ледником Феррара) на высоту 8900 футов над уровнем моря и тем самым достичь внутренней части Земли Виктории — антарктического плато. Это стало одним из важнейших географических открытий, сделанных экспедицией.
Во время этой экспедиции Уайлд близко познакомился со многими её участниками, ставшими позднее прославленными полярными исследователями, в первую очередь, с третьим помощником руководителя Эрнестом Шеклтоном, с которым судьба связала его на многие годы.

### 1907—1909

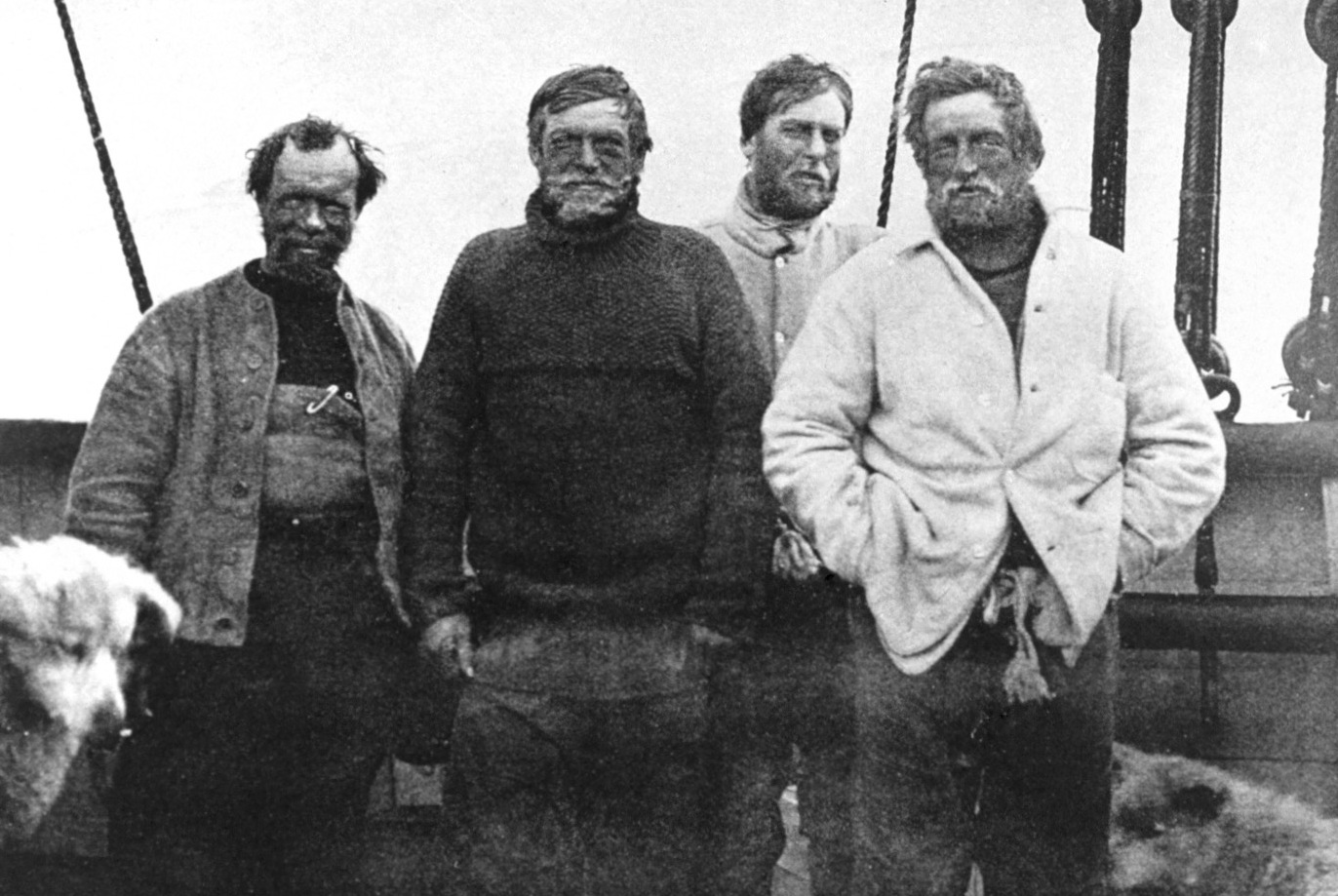
Участники «полюсной партии» — Уайлд, Шеклтон, Маршалл, Адамс

В 1907 году Уайлд стал участником второй британской экспедиции в Антарктиду под руководством Эрнеста Шеклтона. Формально исполняя обязанности завхоза береговой партии, он фактически являлся заместителем руководителя экспедиции, принимая деятельное участие во всех её начинаниях. Одним из самых выдающихся достижений экспедиции стал поход к Южному полюсу, в котором Уайлд принял участие вместе с Шеклтоном, Джеймсоном Адамсом и Эриком Маршаллом. По пути к полюсу партия открыла Трансантарктические горы, картографировала ледник Бирдмора, по которому первой достигла приполярной области полярного плато и смогла достичь рекордной для того времени южной широты 88º23’ 9 января 1909 года. На обратном пути 27-28 февраля и без того обессиленные Шеклтон и Уайлд совершили безостановочный 36-часовой переход «налегке» до базы Скотта на полуострове Хат-Пойнт, чтобы успеть задержать экспедиционное судно до его отплытия на север и вызвать помощь Адамсу и Маршаллу — последний из-за болезни не мог больше самостоятельно передвигаться.

### 1911—1913

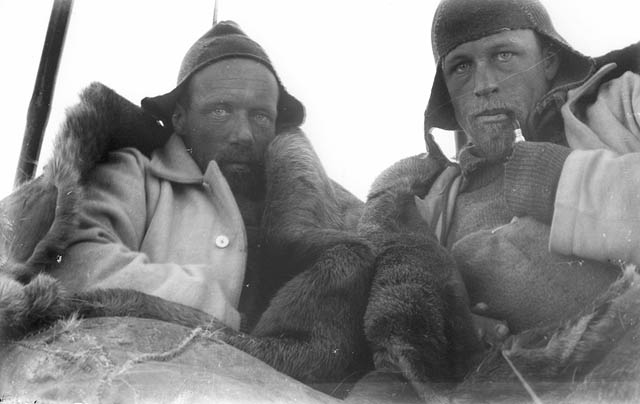
Уайлд и Уотсон в санном походе

В 1911 году доктор Дуглас Моусон пригласил Фрэнка Уайлда принять участие в его Австралийской антарктической экспедиции и возглавить одну из трех планировавшихся к организации полярных станций. Уайлд принял предложение и с февраля 1912 года по конец февраля 1913 года возглавлял научную группу из восьми человек («западную партию»), которая действовала фактически как самостоятельная экспедиция. «Западная партия» была высажена на шельфовом леднике Шеклтона в 1500 милях западнее основной базы Моусона на мысе Денисон и стала первой в истории, чья зимовочная база была организована на плавучем леднике, а не на континентальном побережье.
В конце весны 1912 года полярники начали плановые санные походы. Санная партия под руководством Уайлда исследовала побережье Антарктиды к востоку от базы, партия Сидни Джонса к западу, метеоролог Мортон Мойес вёл научные наблюдения на зимовке. Район исследований оказался невероятно сложным, к тому же путешественникам постоянно досаждала плохая погода. Тем не менее, партиям удалось исследовать и нанести на карту более 400 миль труднодоступного антарктического побережья, убрав белые пятна на карте между Землёй Королевы Мэри и Землёй Кайзера Вильгельма, что стало значительным достижением. 23 февраля 1913 года партия Фрэнка Уайлда была эвакуирована с ледника экспедиционным судном «Аврора».

### 1914—1916

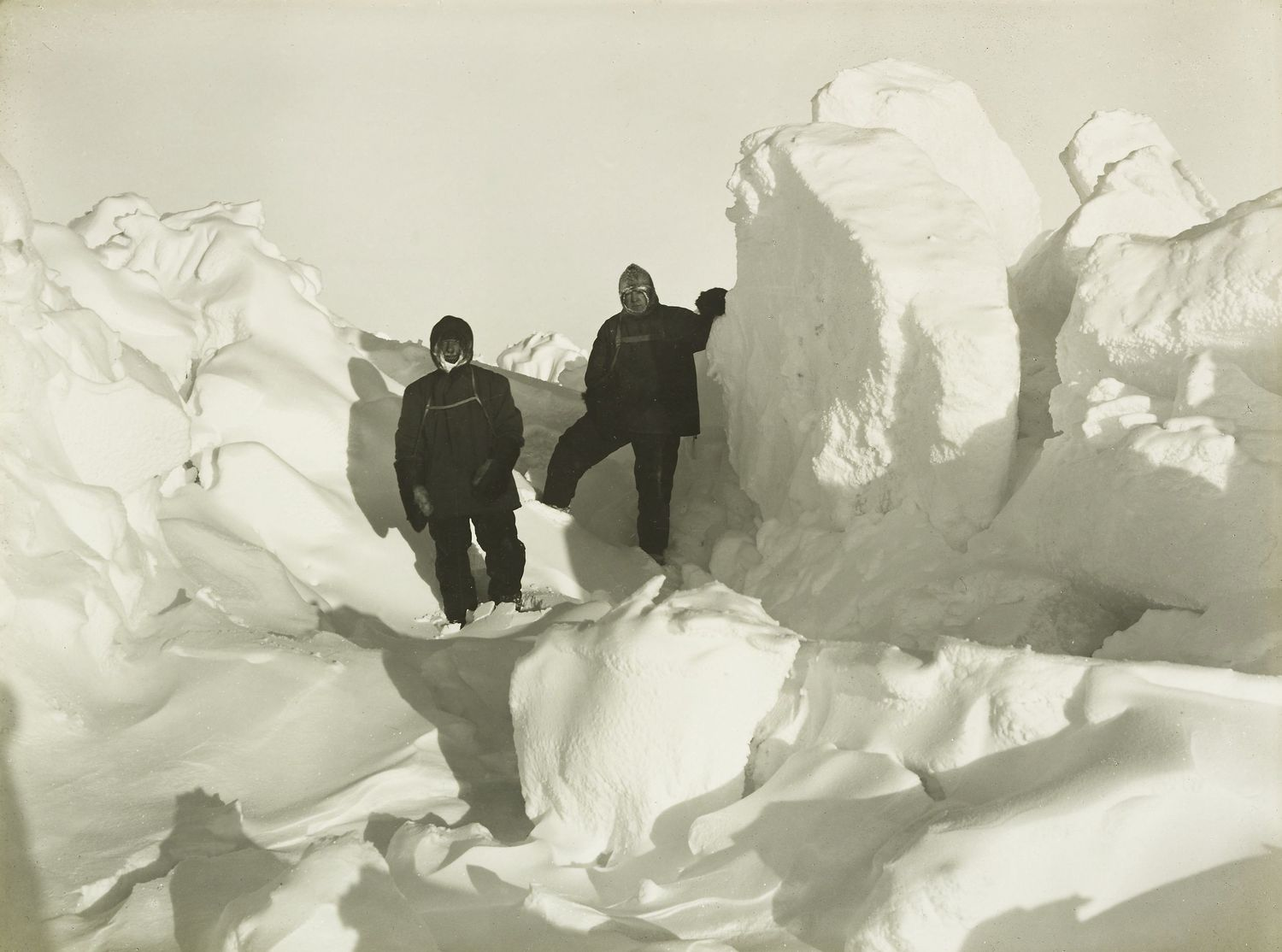
Уайлд и Шеклтон среди торосных гряд. Фото Фрэнка Хёрли

В 1914 году Фрэнк Уайлд стал участником Имперской трансантарктической экспедиции Шеклтона в должности заместителя руководителя экспедиции. В октябре 1915 года экспедиционное судно Эндьюранс раздавили паковые льды в море Уэдделла, и команда из 28-человек, испытав невероятные трудности и лишения, смогла на спасательных шлюпках в апреле 1916 года добраться до острова Мордвинова (Элефант). Шеклтон и ещё 5 человек отправились за спасением на маленькой спасательной шлюпке к острову Южная Георгия, а Уайлд возглавил командование остававшимися на острове двадцатью двумя зимовщиками. Шеклтон смог добраться до Южной Георгии и 30 августа 1916 года привел к острову Мордвинова спасательное судно, на котором зимовщики были эвакуированы в Пунта-Аренас.

В значительной степени благодаря Уайлду, его энергии, инициативе и изобретательности в партии все время поддерживался высокий моральный дух, и она прошла сквозь выпавшие испытания без потерь. При содействии двух хирургов, докторов Маклроя и Маклина, он пристально следил за здоровьем каждого из них. Его не оставлял неунывающий оптимизм даже когда еда была очень скудна, а перспективы спасения туманны. Каждый в своем дневнике с восхищением отзывается о нём. Я без тени сомнений считаю, что вся команда, которая находилась на острове Элефант, обязана своей жизнью ему. Духам уныния не было места рядом с ним, не довольствуясь «разговорами» он «делал» столько, сколько мог, а зачастую больше чем мог. Он проявил прекрасные качества лидера и более чем оправдал мою в нём абсолютную уверенность.— Эрнест Шеклтон

### 1921—1922
В 1921 году Фрэнк Уайлд в уже привычной для него должности заместителя руководителя стал участником последней экспедиции Эрнеста Шеклтона на судне «Квест». После внезапной смерти Шеклтона 5 января 1922 года от сердечного приступа он возглавил экспедицию и довел её до конца. Экспедиция не добилась сколь-нибудь значимых результатов, и поэтому осталась, по существу, малоизвестной.

## Последующие годы жизни
По возвращении в Англию после экспедиции 1914—1916 годов в начале 1917 года Уайлд был направлен в должности прикомандированного лейтенанта офицером транспорта на Первую мировую войну. Служил на севере России и занимался вопросами поставки снаряжения и обмундирования для нужд фронта.
После окончания войны Фрэнк Уайлд отправился в Ньясаленд (ЮАР), чтобы попробовать заняться сельским хозяйством.
По возвращении в Англию из экспедиции на «Квесте» 24 октября 1922 года Фрэнк женился на Вере Альтман — вдове чайного плантатора из Борнео (по другим данным табачного брокера), с которой познакомился ещё в 1918 году в России и помог ей тогда добраться до Англии. В июне следующего года он вместе с супругой перебрался в Зулуленд на севере ЮАР, где купил землю. Уайлд пробовал заниматься сельским хозяйством, строительством железной дороги, работал на алмазной шахте в Клерксдорпе, но все его коммерческие начинания не имели успеха. В 1928 году он развелся, в 1931 году женился на Биатрис Роуботтом (англ. Beatrice Lydia Rhys Rowbottom), которая была на 37 лет младше его, после чего переехал в Йоханнесбург. Последние годы жизни Фрэнк Уайлд изредка зарабатывал деньги чтением лекций по полярной тематике и работал на золотодобывающих шахтах в Витватерсранде и Клексдорпе. С начала 1930-х годов у него были серьёзные проблемы с алкоголем.
Фрэнк Уайлд умер 19 августа 1939 года от пневмонии и диабета. Его тело было кремировано, а прах помещен в колумбарий кладбища Брикстон в Йоханнесбурге.
27 ноября 2011 года прах Фрэнка Уайлда — «правой руки Шеклтона», был перезахоронен на острове Южная Георгия по правую сторону от могилы сэра Эрнеста Шеклтона.

Однажды моего деда попросили описать разных участников его экспедиции и иногда он был довольно груб в своих оценках. Но он сказал: «Мне нечего сказать о Фрэнке Уайлде, он — это моё второе я».— Александра Шеклтон

## Награды и память
За свой огромный вклад в дело полярных исследований и развитие географии Фрэнк Уайлд был удостоен ряда наград и званий:
- Полярная медаль (1904, 1909, 1913, 1916) — за участие в антарктических экспедициях Скотта, Моусона и Шеклтона[12];
- Орден Британской империи (1920) — за военную службу и выдающиеся заслуги в Имперской трансантарктической экспедиции[4];
- Почётный гражданин Лондона (1923)[3];
- Золотая медаль Королевского географического общества (1924) — за продолжительную работу в Антарктиде[13].

В 2011 году была издана книга Энджи Батлер «В поисках Фрэнка Уайлда» (англ. The Quest for Frank Wild).
В 2012 году кинокомпанией Би-би-си был выпущен фильм «Фрэнк Уайлд: Забытый герой Антарктики» (англ. Frank Wild: Antarctica’s Forgotten Hero).
В честь Фрэнка Уайлда названы:
- Мыс[англ.] — Земля Уилкса;
- Гора[англ.] — Антарктида, Земля Грема;
- Вершина Уайлд — Антарктида, хребет Куин-Александра;
- Ледник[англ.] — ледник между горой Уайлд и горой Бакли[англ.] в хребте Куин-Александра;
- Пойнт-Уайлд[англ.] — остров Мордвинова (Элефант).